# 望夷宮の変
望夷宮の変（ぼういきゅうのへん、望夷宮之変）、ないし望夷の禍（ぼういのか、望夷之禍） は、秦朝の末期の紀元前207年に、丞相であった趙高やその娘婿である閻楽らが、共謀して二世皇帝胡亥を望夷宮において暗殺した事件。
『史記』秦始皇本紀第六及び秦楚之際月表第四に経緯が伝えられている。

## 背景
紀元前207年（秦二世3年）の冬、趙高は、丞相の地位にあった李斯を刑死に追い込み、自分が後任の丞相となった。
同年4月、秦の将軍であった章邯は、鉅鹿の戦いにおいて、秦軍を大破した項羽率いる楚軍を中心とした反乱軍相手に敗走を重ねていた。胡亥は何度か使者を送って章邯を責め、これを恐れた章邯は、長史の司馬欣を派遣して趙高に指示を願い、援軍を請うたが、趙高は面会しようとせず、また、司馬欣を責めあげた。
同年5月、趙高が司馬欣を誅殺しようとしたので、司馬欣は恐れて章邯のもとに逃げ帰った。趙高は、追っ手を送り、司馬欣を捕らえようとしたが、追いつかなかった。司馬欣は章邯に会って、「趙高は宮中で万事を支配しています。将軍が功を立てても誅殺し、功を立てなくても誅殺するつもりです。秦に謀反を起こしてはどうでしょう」と伝えた。
陳余も章邯に対し、「反乱軍に寝返るべきだ」という書簡を送ってきた。
同年6月、これを受けた章邯は逡巡した末、ついに楚の上将軍である項羽に対して降伏することを決意し、その旨を伝えようとしたが、盟約が結ばれないうちに、項羽が秦軍を攻撃し、章邯の軍を大いに破った。
同年7月、章邯は使者をまた送り、楚に投降した。項羽は殷墟において章邯を会見し、章邯は正式に降伏して、盟約を結んだ。章邯は項羽によって雍王に封じられることとなった。
以前から、趙高は、「函谷関以東の盗賊は何もできない（関東盗毋能為也）」と何度も語っていた。しかし、項羽が王離など秦軍の将を鉅鹿で捕らえて進軍を行い、退却を重ねた章邯が秦の宮廷に援軍を求めるほどの事態になっていた。また、山東六国では、いずれもかつての国を復興させる動きが起こり、函谷関より東の地では、民衆がことごとく秦の役人に反して、諸侯に応じて反乱を起こし、諸侯はその反乱軍を率いて秦の首都である咸陽を目指していた。
趙高は、実情が知った胡亥が怒り、処刑されることを恐れた。そこで趙高は、武装反乱を企てるが、朝廷の官吏たちの思惑は分からなかった。二世三年（紀元前207年）8月12日、趙高は「指鹿為馬（鹿を指して馬となす）」事件を仕掛け、これを機に、自分に反対しそうな者たちの粛正を進めた。一方、楚の沛公であった劉邦は軍勢を関中に侵攻させ、使者を送って密かに趙高と会見した。

## 経過
趙高は、まず病と称して皇帝の前に出なくなった。胡亥は、1匹の白虎が自分の馬車の左側のそえ馬を食い殺してしまう、という夢を見て、不安を感じた。そこで夢占いの博士に問うと、博士は占って「涇水に祟られている」という結果が出たので、胡亥は涇水を臨んだところにある望夷宮（遺跡が咸陽市涇陽県高荘鎮）にある）に移り、祭祀を行い、涇水の水神を祀り、4頭の白馬を涇水に沈めた。一方で、胡亥は、使者を遣わして、趙高に東方の反乱について問いただし責めた。趙高は恐れ、娘婿で咸陽令となっていた閻楽、弟の趙成と謀議し、「陛下（胡亥）は諫言を聞かず、この事態の急変の責任を我々一族に負わせようとしている。私はお上を替え、後継に公子である子嬰を立てたい。子嬰は仁篤あり、ひかえめな人柄で、民も皆その言をいただいている」と述べた。
謀議により、郎中令（一説では、この郎中令は趙成）に内応させ、宮中に敵が来たと称して騒ぎ、閻楽が役人たちを呼び出して、兵士たちを率い、敵を追いかけさせるようにした。また、閻楽の母を脅かし、趙高の屋敷へと連れ出して、人質とした。趙高は、閻楽に千人あまりの役人・兵士を率いて、望夷宮の殿門まで攻め込ませた。閻楽は、衛令・僕射を捕らえて「賊が入ったが、なぜ止めなかった」と詰問した。衛令は「宮中の周囲は兵士を配置して、厳重に守っています。賊が宮中に入ることなどありましょうか？」と答えた。閻楽は衛令を殺し、すぐに役人たちを率いて宮殿の中へと踏み入り、進みながら弓を射続けた。中にいた宦者 や郎中（近侍）たちはとても驚き、逃げ去るものや、前進を阻もうと抵抗した者がいた。抵抗した者は殺され、結局数十人が死んだ。閻楽と郎中令（趙成？）は、胡亥の寝所に至り、寝所の帳を射った。胡亥は怒って側近を呼び寄せようとしたが、みな恐れて慌てて抵抗しようとしなかった。結局傍らにはひとりの宦者が居るだけとなった。胡亥は、「なぜ現状を早く知らせなかったのか」とその宦者を問い詰めたが、その宦者は「私は知らせなかったから、生きのびていられたのです。もし、もっと前にお知らせしていたら、とっくに誅殺されてしまい、どうして、今まで生きていくことができたでしょう」と応じた。
閻楽は胡亥の面前に達し、胡亥の罪状を数え上げて言った。「あなたは驕慢で自分勝手で、人を誅殺することが無道である。天下はみな、あなたに背いている。あなたは自裁するべきである」。胡亥は言った。「丞相（趙高）に会うことはできないのか」と言ったが、閻楽は「できない」と応じた。胡亥は、「（退位するからせめて）郡王にしてくれないか」と求めたが、閻楽は同意しなかった。胡亥は、「（それならさらにせめて）万戸侯にしてくれないか」と懇願したが、閻楽はまた、同意しない。最後に胡亥は、「妻子ともども、平民百姓として、諸公子と同じにして欲しい」と望む。閻楽は、「私は丞相の命を受け、天下の百姓に代わってあなたを死刑に処す。あなたは多くを話したが、敢えて丞相に報告することはない」と語った。そして配下の兵を招き寄せた。胡亥は生き延びられない事を知り、自害させられた。24歳もしくは15歳であった。